# Первое правительство Жюппе
Первое правительство Жюппе — кабинет министров, правивший Францией с 17 мая по 7 ноября 1995 года, в период Пятой французской республики, в следующем составе:
- Ален Жюппе — премьер-министр;
- Эрве де Шаретт — министр иностранных дел;
- Шарль Мийон — министр обороны;
- Жан-Луи Дебре — министр внутренних дел;
- Ален Мадлен — министр экономики и финансов;
- Жак Тубон — министр юстиции;
- Ив Галлан — министр промышленности;
- Франсуа Байру — министр национального образования, профессионального обучения, высшего образования и исследований;
- Жак Барро — министр труда, социального диалога и участия;
- Пьер Пасквини — министр по делам ветеранов и жертв войны;
- Филипп Дуст-Блази — министр культуры;
- Филипп Вассёр — министр сельского хозяйства, рыболовства и продовольствия;
- Корин Лепаж — министр охраны окружающей среды;
- Жан-Жак де Перетти — министр заморских территорий;
- Бернар Понс — министр транспорта, регионального планирования и снаряжения;
- Роже Романи — министр по связям с парламентом;
- Элизабет Юбер — министр здравоохранения и страхования по болезни;
- Пьер-Андре Периссоль — министр жилищного строительства;
- Франсуа де Пэнафьё — министр туризма;
- Франсуа Фийон — министр информационных технологий и почт;
- Жан Пуэш — министр государственной службы;
- Жан-Пьер Раффарен — министр мелкого и среднего бизнеса, торговли, промышленности и ремёсел;
- Клод Гогуен — министр государственных реформ, децентрализации и гражданства;
- Колетт Кодаччиони — министр солидарности между поколениями;
- Эрик Рауль — министр интеграции и борьбы против дискриминации;
- Жан Артуа — министр планирования.

Изменения
- 25 августа 1995 — Жан Артюи наследует Мадлену как министр экономики и финансов, оставаясь также министром планирования.